# فورست يوجا
فورست يوجا هو أسلوب من اليوجا كتمرين. تم إنشاؤها من قبل وأُطلق عليها اسم آنا تي فورست في عام 1982. وهي معروفة «باحتفاظها طويلاً بالمناصب، والتركيز على العمل الأساسي في البطن، وسلسلة الوقوف التي يمكن أن تستمر لمدة 20 وضعاً من كل جانب». يشتهر الأسلوب بكثافته، ويؤكد على الارتباط بمشاعر الفرد من أجل العمل من خلال الصدمات الجسدية والعاطفية.

## وصف
استمدت آنا فورست ممارستها من بعض جوانب يوجا سيفاناندا، جنباً إلى جنب مع الاهتمام بمحاذاة واستخدام الدعائم الموجودة في يوجا لينجار، وتسلسل الحرارة والتدفق في يوجا أشتانجا فينياسا. مع تطور الأسلوب، ابتكرت عدداً من الأوضاع والتسلسلات الإضافية التي تتكيف مع المجتمع الحديث، مثل تمدد المعصم للوقاية من متلازمة النفق الرسغي وتخفيفها. كما أنها صنعت هز الكتف لتخفيف التوتر وتخفيف الجزء العلوي من الظهر، وتمارين للبطن لتقوية الأعضاء الداخلية وتقوية أسفل الظهر، وبعض الوضعيات باستخدام سجادة اليوجا المطوية والملفوفة. وتمارس فورست شخصياً جوانب من يوجا الهاثا التي لا تُدّرس على نطاق واسع في اليوجا الحديثة باعتبارها ممارسة؛ وقد ظهرت مهارتها في تقنية البطن باستخدام عضلات الشات كارما جدار البطن (شات كارما نولي) على موقع "Nauli.org".
تجري دروس فورست يوجا في غرفة دافئة (85 درجة فهرنهايت، 29 درجة مئوية). والبدأ بالبراناياما، ثم التحرك من خلال وضعيات الجلوس وتمارين عضلات البطن قبل الوصول إلى «الجزء الساخن» من الصف الذي قد يتضمن تحية الشمس، ووضعيات الوقوف، والانعكاسات، والانحناءات الخلفية وغيرها من الوضعيات التي تتراكم إلى «القمة» الأكثر تحدياً. يتم الحفاظ على الأوضاع، بشكل مكثف ومتأمل، أحياناً لمدة 10 أنفاس عميقة، وأحياناً لعدة دقائق.

## فلسفة
إن رؤية فورست يوجا ومهمته، المستوحاة من حياة إيلك الأسود، المعالج ورجل الطب في أوجلالا لاكوتا سو، هي «إصلاح طوق قوس قزح للناس».:257:171 في هذا الأسلوب، يُقصد بالشفاء أن يمتد إلى الجسم العاطفي، ويوجه التنفس إلى الأجزاء المصابة من الجسم لإطلاق العواطف. تم اعتماد فورست كمعلمة يوجا عندما كانت في الثامنة عشرة من عمرها. وهي مُدَربة على طب الأمريكيين الأصليين، والريكي، وعلاج الانحدار. لقد درست تقنيات الشفاء البديلة بما في ذلك المعالجة المثلية، والعلاج الطبيعي، وعلم المنعكسات، والشياتسو، وتقويم العمود الفقري، وكلها، كما تقول، تطلعها على عملها.
يدعي الأسلوب أنه يقوم على أربعة مبادئ أو «أركان»:
1. التنفس، للمساعدة على التواصل مع جسد الشخص وإثارة الشغف بالحياة.[9]
2. القوة، من خلال التسلسلات الأساسية المكثفة والوقوف الطويل للأوضاع التي تولد الحرارة وتزيد من الحواس.[9]
3. النزاهة، في العمل مع حواف ممارسة الفرد، لا سيما فيما يتعلق بالإصابات الجسدية والعاطفية، وتطوير أدوات للتعامل مع الخوف والصراع.[9]
4. الروح، لخلق شعور بالحرية و «الشجاعة للسير كما تملي روحك».[6][9]

## التحركات الأساسية
تستخدم ممارسة فورست يوجا الجسدية بعض «الحركات الأساسية» في كل وضع حتى وضعية بوز الجثة (سافاسانا). العديد من هذه الحركات تشبه تلك التي تمارس في أنماط اليوجا الأخرى، مثل التنفس العميق (الأوجايي) وثني عظم الذنب، في حين أن البعض الآخر فريد في هذا الأسلوب، لا سيما ممارسة إرخاء الرقبة ولف الكتفين. ينصب التركيز العام على عمل التنفس والتقوية الأساسية.
1. الأيدي والأقدام النشطة، تفرد عظام اليد على نطاق واسع ومد الأصابع بالكامل، والضغط من خلال الكعبين وكرات القدم ورفع أصابع القدم.[16]
2. ثني عظم الذنب (عظم العصعص) لإطالة عظم الذنب إلى أسفل وتخفيف الضغط على أسفل الظهر.
3. أضلاع التلسكوب، وضع اليدين على الجزء السفلي من القفص الصدري والاستنشاق لرفع القفص الصدري بعيدًا عن البطن.
4. توسيع الأضلاع.
5. لف الكتفين.
6. استرخاء العنق.
7. التنفس العميق.[17]

جزء آخر من ممارسة فورست لليوجا هو تطوير الروابط للشعور بين جزء من الجسم وآخر. كما لاحظت فورست، «أنا أسمي هذا التوصيل المتداخل. ويساعد التوصيل العصبي الدماغ على جعل اتصالات العقل والجسم أكثر ذكاء».